# آنا تشامبر
آنا تشامبر (بالإنجليزية: Anna Chamber)‏ (1709 - 7 أبريل 1777، ستو في المملكة المتحدة)؛ كاتِبة وشاعرة بريطانية.